# جبهه آزادی‌بخش میهنی (الجزایر)
جبهه آزادیبخش میهنی (به عربی: جبهة التحریر الوطنی) نام حزبی سیاسی در کشور الجزایر است که در سال ۱۹۵۴ در آن کشور ایجاد شد.
این حزب سیاسی در انتخابات مجلس ۲۰۰۲، دو میلیون ششصد و هیجده هزار و سه رای (۳۵٫۳٪، ۱۹۹ کرسی) کسب کرد. گفتنی است که در انتخابات ریاست جمهوری ۲۰۰۴ نامزد حزب، علی بنفلیس به ۶۵۳ ۹۵۱ رای (۶٫۴٪) دست یافت.